# Mobilität in Deutschland
Mobilität in Deutschland (kurz: MiD) ist eine Serie von Verkehrserhebungen über die Alltagsmobilität in Deutschland, die im Auftrag des Bundesverkehrsministeriums durchgeführt wurde. Sie geht auf die westdeutsche KONTIV (Kontinuierliche Erhebung zum Verkehrsverhalten) zurück. Im Jahr 2002 wurde die Studie erstmals als „MiD – Mobilität in Deutschland“ von Infas mit einem überarbeiteten Studiendesign durchgeführt.

## Erhebungen
- KONTIV ’76
- KONTIV ’81
- KONTIV ’89
- MiD 2002[2]
- MiD 2008[3][4]
- MiD 2017[5]
- MiD 2023 (Durchführung von April 2023 bis Mai  2024)[6]

## Struktur

### Gruppen
Die Verkehrsteilnehmer werden in Gruppen eingeteilt. In der Erhebung von 2002 wurde zwischen Fußverkehr, Radverkehr, motorisiertem Individualverkehr (MIV) und Öffentlichem Verkehr (ÖV) unterschieden.

### Fahrtzweck
Die Fahrten werden nach Fahrtzweck unterschieden. 1989 waren es sechs Kategorien Arbeit, Ausbildung, Dienstlich, Einkauf, Freizeit und Sonstiges.
2002 wurde das Holen und Bringen von Personen als eigene Kategorie für den Fahrtzweck des Begleitverkehrs übernommen, der zuvor unter die Kategorie Freizeit gefasst wurde.